# سودایلو
سودایلو
این مکان در سال ۲۰۰۱ در میراث جهانی یونسکو به ثبت رسید.